# Traszka bladoskóra
Traszka bladoskóra (Triturus carnifex) – gatunek płaza ogoniastego z rodziny salamandrowatych (Salamandridae). Występuje w południowej i środkowej Europie, ale głównie we Włoszech. Dorasta do 18 cm długości i z wyglądu przypomina spokrewnioną traszkę grzebieniastą, od której różni się m.in. jaśniejszym ubarwieniem. Do rozrodu dochodzi w stałych i okresowych zbiornikach wodnych. IUCN klasyfikuje traszkę bladoskórą jako gatunek narażony na wyginięcie (VU).

## Wygląd
Duży płaz ogoniasty. Samice dorastają do 18,0 cm, a samce do 15,0 cm długości. Z wyglądu przypomina spokrewnioną traszkę grzebieniastą (Triturus cristatus) i tak jak ona posiada m.in. żółtawy brzuch pokryty czarnymi plamami. Od T. cristatus T. carnifex różni się:
- jaśniejszym ubarwieniem i bardziej widocznymi plamami
- mniej wyraźnymi (lub nieobecnymi) białymi kropkami na bokach ciała
- niższym, bardziej ząbkowanym grzebieniem u samca

## Zasięg występowania i siedlisko
Gatunek ten obecnie występuje we włoskich Apeninach (na północ od regionu Kalabria), na południu Szwajcarii, w górzystych obszarach Austrii, na bardzo niewielkim obszarze w południowo-wschodnich Niemczech, w południowych Czechach, a także w Chorwacji, zachodniej Bośni i Hercegowinie oraz w Słowenii. Introdukowane populacje występują również w okolicach Genewy, w Portugalii, Holandii, Francji oraz Wielkiej Brytanii. Traszka bladoskóra spotykana jest na wysokościach 0–2000 m n.p.m. W zachodniej Szwajcarii i w Holandii traszka bladoskóra jest gatunkiem inwazyjnym i wypiera lokalne populacji traszki grzebieniastej, głównie dzięki zdolności do zasiedlania większej liczby zbiorników wodnych, w tym tych zanieczyszczonych.
Populacje z zachodniej Bośni i Hercegowiny, Serbii, Macedonii Północnej, Albanii, północno-wschodniej Bułgarii oraz północno-zachodniej i środkowej Grecji od 2007 roku zaliczane są do gatunku Triturus macedonicus. Ponadto populacje ze środkowej i południowo-wschodniej części Serbii zaliczane są obecnie do gatunku Triturus ivanbureschi.
Gatunek ten zasiedla różnorakie siedliska lądowe takie jak buczyny czy suche obszary charakteryzujące się klimatem śródziemnomorskim, a także obszary zmodyfikowane przez działalność człowieka jak np. kamieniołomy.

## Rozmnażanie i rozwój
Okres godowy trwa od marca do lipca, a do rozrodu i rozwoju larw dochodzi w stałych i tymczasowych zbiornikach wodnych.

## Status i ochrona
W Czerwonej księdze gatunków zagrożonych IUCN płaz ten od 2023 roku klasyfikowany jest jako gatunek narażony (VU, ang. Vulnerable); wcześniej uznawano go za gatunek najmniejszej troski (LC, ang. Least Concern). We Włoszech lokalnie gatunek ten jest bardzo pospolity, w północnej części zasięgu jest rzadszy.
Płaz ten jest czuły na spadki jakości wody. Zagraża mu utrata siedlisk, w tym zbiorników rozrodczych, spowodowana intensyfikacją rolnictwa oraz zanieczyszczeniami agrochemikaliami. Obserwuje się spadek populacji na Bałkanach oraz na niektórych nizinnych obszarach Włoch (co spowodowane jest introdukcją drapieżnych ryb i skorupiaków z rodziny rakowatych). Testy laboratoryjne wykazały również podatność traszki bladoskórej na infekcje patogenicznego grzyba Batrachochytrium salamandrivorans.
T. carnifex występuje na wielu obszarach chronionych. Chroniony jest ponadto przez ustawodawstwo krajowe kilku państw, na terenie których występuje. Wymieniony jest również w załączniku II konwencji berneńskiej oraz załączniku IV dyrektywy siedliskowej Unii Europejskiej.